# 拜菲爾德 (麻薩諸塞州)
拜菲爾德（英語：Byfield）是位於美國麻薩諸塞州艾塞克斯縣的一個非建制地區。

## 地理
拜菲爾德所處的海拔為高於海平面19米（即62英呎），而該地所採用的時區為UTC-5，即北美东部時區（EST）。同時該地設有夏令時間，為UTC-5調快一小時，即UTC-4（EDT）。